# Aikia Aikianpoika
Aikia Aikianpoika (en finlandés) o Aike Aikesson (en sueco) (1591-1671), fue un chamán (noaidi) sami de Kuusamo en la Laponia finlandesa. Fue sentenciado a muerte por brujería en Kuolajärvi, acusado de haber causado la muerte por ahogamiento de un cliente, Tobias Mordula, mediante una maldición. El cliente no pagó por sus servicios como prometió. Los rumores decían que después, Aikia, que fue encarcelado en Kemi, se provocó la muerte a sí mismo mediante magia para no afrontar la ejecución. El de Aikia es uno de los casos de juicios por brujería más famosos de Finlandia. Tuvo lugar durante la cristianización del pueblo lapón o sami.
Era un octogenario de Kitka en Kemi activo como noaidi, para lo cual utilizaba un tambor sami. Se rumoreaba ampliamente que era capaz de causar tanto el bien como el mal mediante el uso de la magia, y otros lo contrataban para que lo hiciera. 
En 1670, un granjero le pagó para que le diera buena suerte en la pesca del salmón. Esto tuvo éxito, pero el labrador no pagó lo suficiente como prometió. Cuando el granjero murió en 1671, ahogado cerca de la presa donde pescaba, un vicario parroquial acusó a Aike Aikesson de haber causado la muerte mediante brujería. Aike Aikesson no era cristiano y por tanto no asociaba la magia con Satanás, así que confesó libremente que podía dominar la magia a las autoridades cristianas, que lo sentenciaron a muerte por hechicería. 
Fue trasladado a Piteå para ser ejecutado, pero la ejecución nunca tuvo lugar, porque murió en el trineo en camino, probablemente por un ataque al corazón.